# Brand New Lover
Brand New Lover è un brano del gruppo musicale Dead or Alive, pubblicata dall'etichetta discografica Epic Records come primo singolo tratto dal loro terzo album Mad, Bad and Dangerous to Know nel settembre 1986.
Il brano, prodotto dal trio Stock, Aitken & Waterman, fu uno dei tanti che ottenne maggior successo all'estero (specialmente negli Stati Uniti e Giappone) che nella madrepatria Regno Unito.
Nello stesso anno, Brand New Lover divenne il primo brano dei Dead or Alive a centrare la posizione numero 1 nella classifica dance statunitense.

## Posizioni in classifica
| Chart (1986-1987)                  | Posizione |
| ---------------------------------- | --------- |
| Australia                          | 21        |
| Canada                             | 27        |
| Germania                           | 22        |
| Giappone                           | 1         |
| Italia                             | 44        |
| Regno Unito                        | 31        |
| U.S. Billboard Hot 100             | 15        |
| U.S. Billboard Hot Dance Club Play | 1         |